# Iglesia de la Sagrada Familia (Villavieja)
La iglesia parroquial de la Sagrada Familia de Villavieja es un lugar de culto católico catalogado como Bien de Relevancia Local, según la Disposición Adicional Quinta de la Ley 5/2007, de 9 de febrero, de la Generalitat, de modificación de la Ley 4/1998, de 11 de junio, del Patrimonio Cultural Valenciano (DOCV Núm. 5.449 / 13/02/2007), con código: 12.06.136-001.
El edificio de la iglesia parroquial fue construido en el año 1756 siguiendo las pautas del estilo corintio, y se ubica en la plaza del Ayuntamiento, 1, del municipio de la Villavieja, en la comarca de la Plana Baja.
En el año 1951 sufrió una primera restauración, y más tarde, se llevó a cabo la restauración de las pinturas de la Capilla de la Comunión, gracias a la colaboración de la propia Parroquia, el Ayuntamiento de Villavieja, la Diputación de Castellón y la Generalidad Valenciana, a través del Instituto Valenciano de Conservación y Restauración de Bienes Culturales.
La capilla de comunión de la Parroquia de la Sagrada Familia de La Vilavella fue construida en 1864 por Vicente Martí Salazar y en su cúpula vaída y bóvedas, presenta unas pinturas  realizadas por José Gimeno en 1958, quien firmó su obra en una de las pechinas.
En el año 2011 sufrió una nueva intervención con la que recuperó las dos fachadas y la torre campanario. Este proyecto de restauración es fruto de un convenio firmado por  la Fundación Bancaixa-Caixa Castelló y la Diputación Provincial, con una partida presupuestaria de 200.000 euros.